# Miles Airport
Miles Airport är en flygplats i Australien. Den ligger i kommunen Western Downs och delstaten Queensland, omkring 290 kilometer väster om delstatshuvudstaden Brisbane.
Trakten runt Miles Airport är nära nog obefolkad, med mindre än två invånare per kvadratkilometer.. Närmaste större samhälle är Westcourt, nära Miles Airport. 
Omgivningarna runt Miles Airport är i huvudsak ett öppet busklandskap. Genomsnittlig årsnederbörd är 747 millimeter. Den regnigaste månaden är januari, med i genomsnitt 158 mm nederbörd, och den torraste är augusti, med 13 mm nederbörd.